# Echiniscus ganczareki
Espèce
Echiniscus ganczareki est une espèce de tardigrades de la famille des Echiniscidae. 

## Distribution
Cette espèce est endémique du Costa Rica.

## Publication originale
- Kaczmarek & Michalczyk, 2007 : Echiniscus ganczareki, a new species of Tardigrada (Heterotardigrada: Echiniscidae, bigranulatus group) from Costa Rica. Zootaxa, no 1471, p. 15–25.